# Jet Racing
Jet Racing fue una escudería argentina de automovilismo de velocidad fundada inicialmente en el año 2012 como JL Kun 16 Carrera. Esta escudería se formó a partir de una alianza firmada por el futbolista internacional argentino Sergio Agüero y el empresario José Lingieri, titular de la firma Low Bench Racing.
El ámbito principal en el que se ha manejado este equipo ha sido el de las divisionales de la Asociación Corredores de Turismo Carretera, principalmente en su categoría homónima, donde contó con la presencia de destacados referentes como Christian Ledesma, Diego De Carlo, o Agustín Canapino. En el año 2013 y tras arribar a un acuerdo con la empresa proveedora de insumos agrícolas Speed Agro, el equipo muta su denominación a Speed Agro Racing. Tras la salida de Agüero como accionista principal del equipo en 2013, Lingieri continuó al frente del mismo contando con el acompañamiento del chasista Alberto Canapino. Finalmente, tras la salida de Speed Agro como principal patrocinador, en 2014 el equipo muda a su nombre definitivo, pasando a denominarse Jet Racing.
A lo largo de su trayectoria y con sus distintas denominaciones, esta estructura supo tener gran protagonismo en su paso por el TC, llegando a coronar el subcampeonato de la temporada 2014 de la mano del piloto Christian Ledesma y el campeonato del año 2017 con Agustín Canapino como representante. Tras haber obtenido el título de la temporada 2017, la familia Canapino asumió plenipotencialmente el control de este equipo, colocándolo bajo la órbita de su estructura Canapino Sport.

## Historia

### Antecedentes
Tras su alejamiento de la escudería Tango Competición en el año 2011, el empresario José Lingieri, titular de la firma Low Bench Racing y principal impulsor de la carrera deportiva del piloto Christian Ledesma, decidió buscar una nueva alternativa para garantizar la continuidad de su piloto dentro del Turismo Carretera. De esta manera, surgió una propuesta por parte del entorno del futbolista internacional Sergio Agüero, para poder garantizar el armado de una nueva estructura para el TC. Como representante legal del futbolista (quien en esos años se encontraba militando en el fútbol inglés) actuaría el padre de este, Leonel Del Castillo, quien llevó adelante la representación de su hijo en lo que estuviese referido a los movimientos de la escudería. Por otra parte, una de las claves que resultaron decisivas para la formación de este equipo, fue la participación del corredor Diego De Carlo, amigo personal de Sergio Agüero. Para el desarrollo y la atención de las unidades, se recibió asesoramiento por parte del equipo técnico del JP Racing, propiedad de Gustavo Lema, mientras que la motorización estuvo a cargo de Carlos Alberto Laboritto y la atención del chasis por parte de Ricardo Gliemmo. Con todos estos ingredientes, a principios de 2012 vio la luz de manera oficial, el JL Kun 16 Carrera, contando con las presencias de Ledesma y De Carlo como sus principales pilotos y con Ariel Lucesoli a cargo del área técnica.
El equipo se presentaría en las primeras fechas del año 2012 con su primera alineación. Sin embargo, tras la sexta fecha corrida en esa temporada en la ciudad de Posadas, el equipo sufriría su primera gran modificación, al ser anunciada las incorporaciones del chasista Alberto Canapino, quien asumiría el rol de supervisor del área técnica a cargo del ingeniero Ariel Lucesoli, a la vez de incorporar todo su personal a la estructura de la escudería, y de su hijo Agustín Canapino como nuevo piloto del equipo. Como contrapartida de estas incorporaciones, se produciría el alejamiento de Diego De Carlo, quien emigró al equipo de Walter Alifraco. Durante el transcurso del torneo, el equipo se mostraría fortalecido a partir de la segunda mitad del campeonato, con las presencias de Ledesma y Canapino en la definición, sin embargo en esta temporada sufrirían un terrible revés a causa de una reforma reglamentaria que a las claras, terminó favoreciendo a la marca Ford, relegando de manera muy dura a las demás marcas, siendo el JL Kun representante de la marca Chevrolet.
En la temporada 2013, se terminaría de reflejar el efecto provocado por el recambio reglamentario de la temporada anterior, donde a pesar del inicio prometedor a partir de la victoria de Agustín Canapino el 10 de febrero de 2013 en el Autódromo Rotonda de Mar de Ajó, prontamente los Chevrolet en general volverían a padecer con el desenfrenado avance de la marca Ford. Esto provocaría que solamente dos pilotos de Chevrolet clasifiquen a las instancias definitorias, siendo uno de ellos Christian Ledesma. A todo esto, el equipo volvería a sufrir una fuerte modificación, cuando por la tarde del 16 de mayo de 2013 fue anunciado el alejamiento de la familia Agüero como accionista y principal patrocinador del equipo. A pesar de ello, José Lingieri que había quedado como principal accionista de esta estructura, anunció la firma de un nuevo acuerdo comercial, en esta oportunidad con el empresario Víctor Escalas, socio gerente de la firma productora de agroquímicos SpeedAgro, razón por la cual el equipo mutaría por primera vez su denominación, pasando a ser conocido como SpeedAgro Racing. Bajo esta denominación, el equipo continuaría compitiendo a partir de la sexta fecha de la temporada y por lo que quedaba del año, cerrando finalmente Ledesma en la duodécima colocación y con una victoria obtenida el 21 de julio de 2013 en el Autódromo Oscar y Juan Gálvez. Tras esta temporada, comenzaría a reveerse la situación dentro de este equipo, comenzando los preparativos de cara a la temporada 2014.

### Nace el Jet Racing
Tras el campeonato del año 2013 y con la salida de Speed Agro como patrocinanate, la estructura comenzaría un amplio proceso de reformulación. Decididamente, Alberto Canapino tomaría las riendas del equipo poniendo a disposición del mismo sus instalaciones en la localidad de Arrecifes, mientras que José Luis Lingeri continuaría acompañando desde lo económico a los pilotos Ledesma y Canapino. Asimismo, se mantuvo en sus puestos al antiguo grupo de mecánicos pertenecientes al ex-JL Kun 16, quienes conformarían una cooperativa para trabajar en conjunto con la nueva escudería. Con todas estas alternativas, el equipo fue presentado bajo la denominación de Jet Racing, siendo su nombre tomado de un local bailable de la Ciudad de Buenos Aires, donde en el año 2012 tuviera su presentación oficial el ex-JL Kun 16. 

### Primer año y primer gran resultado
Tras la presentación oficial, las expectativas de cara a la temporada 2014 fueron muy amplias para los usuarios de Chevrolet, ya que tras un duro año de ostracismo (en el que se destacó un reglamento técnico que jugaba totalmente en contra de la marca), se avizoraba un horizonte favorable a partir de la implementación de soluciones técnicas que permitieron poner nuevamente a los Chevy en los primeros planos. Con estos ingredientes, el Jet Racing ingresó a la arena del TC apostando a los pilotos que venían corriendo en el ex-JL Kun 16 Carrera, Christian Ledesma y Agustín Canapino. Asimismo, también el equipo técnico encabezado por Alberto Canapino fue confirmado para llevar adelante la atención de los dos Chevrolet que fueron piloteados por los mencionados corredores. En este sentido, el equipo inició el año con un promisorio 4.º puesto en la primera fecha, de la mano de Ledesma. El potencial demostrado por el equipo fue tal, que no se tardó mucho en alcanzar el primer podio en la segunda fecha nuevamente de la mano de Ledesma y el primer triunfo en la tercera, en este caso de la mano de Canapino. Con el correr del torneo, el equipo comenzó a mostrar una imagen cada vez más sólida, teniendo a Ledesma como principal estandarte quien fue confirmando su candidatura al título gracias a los 4 triunfos obtenidos en el año, complementado con otros tres podios. Sin embargo, estos resultados no fueron suficientes para detener la escalada victoriosa de Matías Rossi, piloto del equipo Donto Racing y también usuario de Chevrolet, quien demostró un rendimiento muy superior a de los demás equipos del TC. Aun así, Ledesma terminó estirando la definición hasta la última fecha, logrando que la misma se convierta en un mano a mano entre ambos pilotos. De esta manera, el Jet Racing conseguía su primer gran lauro en el automovilismo argentino, gracias al subcampeonato obtenido por Ledesma.

### Incursiones en el TC Pista
Dentro de la divisional TC Pista, el Jet Racing tuvo dos participaciones dentro de la misma. La primera, bajo su primer denominación JL Kun 16 Carrera y la segunda ya con su denominación actual, Jet Racing. En ambas divisiones, los resultados fueron escasos y el éxito podría decirse, casi nulo.
Tras su presentación en el año 2012, en 2013 el JL Kun 16 Carrera presentó un proyecto dentro de la categoría TC Pista, para el cual se sumaría el piloto uruguayo Mauricio Lambiris, debutante en ese año dentro de la divisional. Una particularidad de este proyecto, fue la presentación de una unidad Ford Falcon, siendo esta la primera excepción que realizara este equipo, teniendo en cuenta su identificación con la marca Chevrolet en el Turismo Carretera. Lamentablemente, este proyecto no prosperaría debido a los bajos resultados obtenidos por el piloto uruguayo, quien acordó su salida luego de culminada la cuarta fecha, emigrando hacia la estructura de Mariano Werner.
Tras esta participación el equipo volvería a la divisional, ya con su denominación Jet Racing, apostando todo a la incursión del piloto Ignacio Julián, quien en sintonía con la estructura mayor de la escudería, se presentó a correr en el año 2015 al comando de un Chevrolet Chevy. Sin embargo, como en su anterior incursión con Lambiris, nuevamente los resultados no estarían a la altura de las circunstancias, lo que provocó la salida del piloto cordobés al cabo de las primeras 5 fechas de la temporada, sin poder retomar su actividad dentro del campeonato.

## Participaciones en categorías de ACTC
| JL Kun 16 Carrera | JL Kun 16 Carrera | JL Kun 16 Carrera | JL Kun 16 Carrera |
| Temporadas        | Turismo Carretera | TC Pista          | TC Pista Mouras   |
| ----------------- | ----------------- | ----------------- | ----------------- |
| Temporadas        | 2012              | -                 | -                 |
| Temporadas        | 2013              | 2013              | -                 |
| Speed Agro Racing |                   |                   |                   |
| Temporadas        | Turismo Carretera | TC Pista          | TC Pista Mouras   |
| Temporadas        | 2013              | -                 | -                 |
| Jet Racing        |                   |                   |                   |
| Temporadas        | Turismo Carretera | TC Pista          | TC Pista Mouras   |
| Temporadas        | 2014              | -                 | -                 |
| Temporadas        | 2015              | 2015              | -                 |
| Temporadas        | 2016              | -                 | -                 |
| Temporadas        | 2017              | -                 | 2017              |

## Marcas representadas y modelos utilizados
| Turismo Carretera | Turismo Carretera | Turismo Carretera | Turismo Carretera | Turismo Carretera |
| Marcas            | Modelos           | Años              |                   |                   |
| ----------------- | ----------------- | ----------------- | ----------------- | ----------------- |
| Chevrolet         | Chevrolet Chevy   | 2012-2017         |                   |                   |
| TC Pista          |                   |                   |                   |                   |
| Marcas            | Modelos           | Años              |                   |                   |
| Ford              | Ford Falcon       | 2013              |                   |                   |
| Chevrolet         | Chevrolet Chevy   | 2015              |                   |                   |
| TC Pista Mouras   |                   |                   |                   |                   |
| Marcas            | Modelos           | Años              |                   |                   |
| Chevrolet         | Chevrolet Chevy   | 2017              |                   |                   |

## Palmarés
| Turismo Carretera | Turismo Carretera | Turismo Carretera | Turismo Carretera |
| Título            | Pilotos           | Automóvil         | Año               |
| ----------------- | ----------------- | ----------------- | ----------------- |
| Subcampeón        | Christian Ledesma | Chevrolet Chevy   | 2014              |
| Campeón           | Agustín Canapino  | Chevrolet Chevy   | 2017              |